# 70 років проголошення Карпатської України (срібна монета)
«70 ро́ків проголо́шення Карпа́тської Украї́ни» — ювілейна срібна монета номіналом 20 гривень, випущена Національним банком України, присвячена подіям 1938—1939 років, пов'язаним із проголошенням та збройним захистом Карпатської України, недовгий період існування якої став однією з найяскравіших сторінок багатовікової боротьби карпатських українців за встановлення української державності.
Монету введено в обіг 13 березня 2009 року. Вона належить до серії «Відродження української державності».

## Опис монети та характеристики
| Номінал грн. | Метал            | Маса, г      | Діаметр, мм | Якість виготовлення | Гурт                           | Тираж, штук |
| ------------ | ---------------- | ------------ | ----------- | ------------------- | ------------------------------ | ----------- |
| 20           | срібло 925 проби | 62,2 / 67,25 | 50,0        | пруф                | гладкий із заглибленим написом | 3 000       |

### Аверс
На аверсі монети зображено килими з традиційним карпатським орнаментом і розміщено: малий Державний Герб України, півколом напис — «НАЦІОНАЛЬНИЙ БАНК УКРАЇНИ», унизу номінал та рік карбування монети — «20/ГРИВЕНЬ/2009».

### Реверс

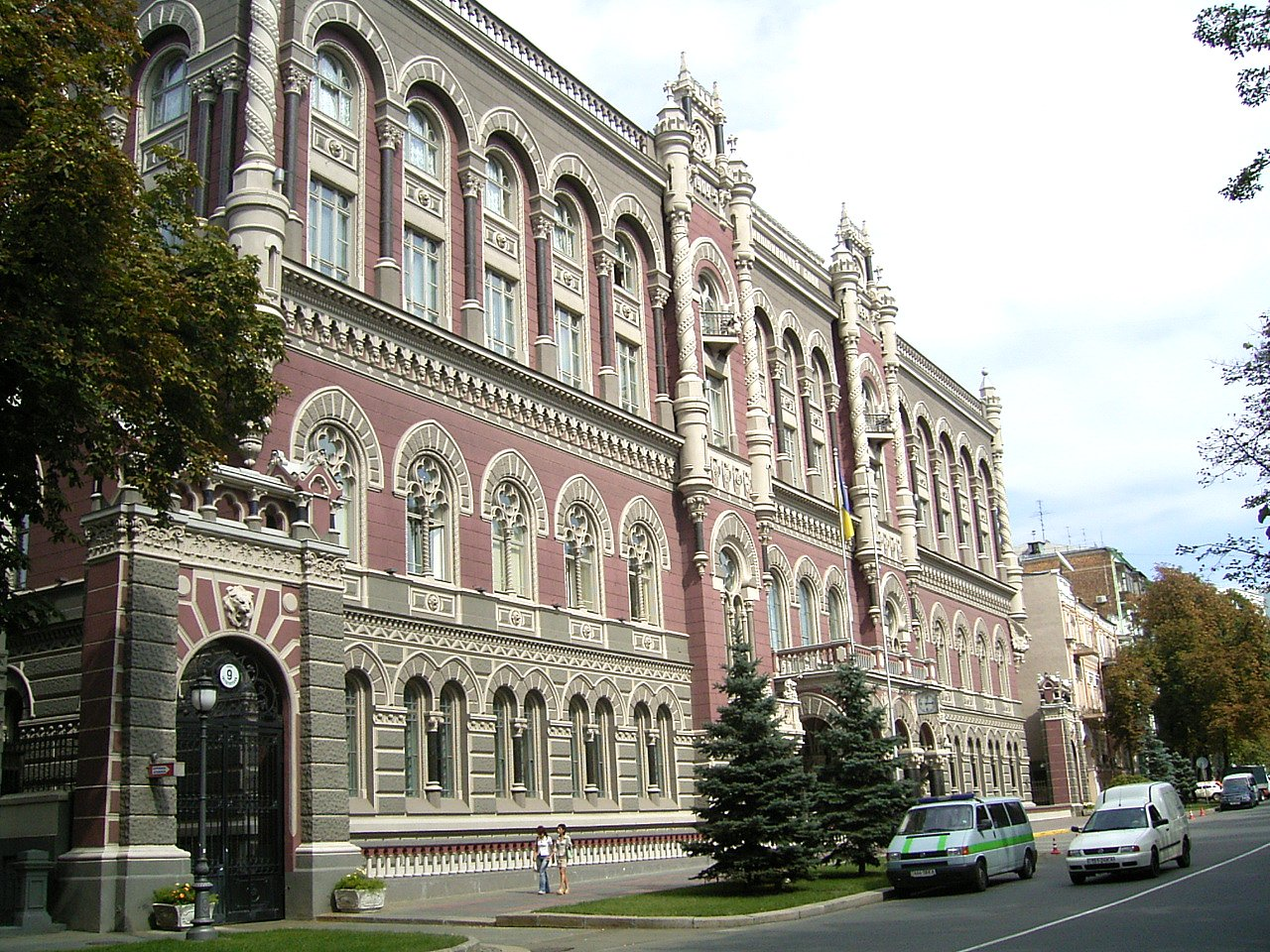
Будівля Національного банку України

На реверсі монети зображено закарпатця з прапором, на тлі якого — герб Карпатської України, та розміщено написи: під прапором — «70/РОКІВ», ліворуч півколом — «ПРОГОЛОШЕННЯ КАРПАТСЬКОЇ УКРАЇНИ».

## Автори
- Художники: Таран Володимир, Харук Олександр, Харук Сергій.
- Скульптори: Дем'яненко Анатолій, Атаманчук Володимир.

## Вартість монети
Ціна монети — 990 гривень була вказана на сайті Національного банку України в 2012 році.
Фактична приблизна вартість монети, з роками змінювалася так:
| Рік        | 2010 | 2011  | 2012  | 2013  | 2014  | 2015  | 2016  | 2017  | 2018  | 2019  | 2020  | 2021  | 2022  | 2023  | 2024  | 2025  |
| ---------- | ---- | ----- | ----- | ----- | ----- | ----- | ----- | ----- | ----- | ----- | ----- | ----- | ----- | ----- | ----- | ----- |
| Ціна, грн. | 900  | 1 100 | 1 300 | 1 300 | 1 250 | 1 250 | 1 300 | 1 950 | 1 800 | 2 300 | 2 000 | 3 000 | 3 000 | 4 000 | 7 000 | 7 500 |